# Speed 2: Wyścig z czasem
Speed 2: Wyścig z czasem (ang. Speed 2: Cruise Control) – amerykański film fabularny (film akcji) z 1997 roku w reżyserii Jana de Bonta. Film ten jest sequelem filmu pt. Speed: Niebezpieczna prędkość z 1994 roku. Zdjęcia kręcono w Los Angeles, na Florydzie (Miami, Key West) oraz na Bahamach.
Film został wyjątkowo negatywnie odebrany przez krytyków. Serwis Rotten Tomatoes przyznał mu wynik 3%.

## Opis fabuły
Annie Porter po rozstaniu z Jackiem Travenem związuje się z Alexem Shaw. Pewnego dnia odkrywa, że chłopak okłamał ją co do swojego zawodu – nie jest znudzonym policjantem, lecz agentem specjalnym. W ramach przeprosin skruszony zabiera ją na romantyczny rejs ekskluzywnym liniowcem. Statek zostaje porwany przez hakera-psychopatę Johna Geigera, który dąży do zatopienia poprzez zderzenie z tankowcem.

## Obsada
- Sandra Bullock jako Annie Porter
- Jason Patric jako Alex Shaw
- Willem Dafoe jako John Geiger
- Temuera Morrison jako Juliano
- Brian McCardie jako Merced